# Château de la Serrée
Le Château de la Serrée est situé sur la commune de Curtil-sous-Burnand, dans le département de Saône-et-Loire, en France.

## Description

### Construction
Des bâtiments entourent sur trois côtés une cour rectangulaire à laquelle on accède au nord par une tour-porche, flanquée d'une tour ronde et d'une tourelle d'escalier.
De part et d'autre, ont été construits des bâtiments d'habitation sur lesquels s'appuient des tours d'angle ; à l'est, on trouve un corps de logis auquel est adossée une tour en partie ruinée
La construction en retour d'équerre abrite un pressoir et est flanquée d'une grosse tour ronde, la tour du pigeonnier.

### Statut
Le château de la Serrée est une propriété privée. Il ne se visite pas.

## Historique
- XVe siècle : possession de la famille du Boys
- 1522 : la dernière représentante de la lignée des Boys épouse Philibert de Drée, originaire de l'Auxois
- 1713 : fin de l'occupation du domaine par les Drée
- 1763 : après plusieurs ventes, le château échoit à Claude-Philibert Bernard de la Vernette
- XXe siècle : après être passé un temps aux mains de E. Perrault de Jotemps, qui démolit le donjon et trois des huit tours, le château retourne dans la famille du précédent.